# Похід на Царгород (1043)
Похід на Царгород (1043) — невдалий морський похід в 1043 році військ Київської Русі на чолі з сином київського князя Ярослава Мудрого, Володимиром Ярославичем, і Вишатою на Царгород.
Флот Київської Русі був розтрощений бурею, у битві суходолом 6000 воїв були вбиті або потрапили в полон. Але до 1046 був укладений мир, скріплений одруженням князя Всеволода Ярославовича, сина київського великого князя, на дочці візантійського імператора Костянтина Мономаха.